# كينت فارينغتون
كينت فارينغتون (بالإنجليزية: Kent Farrington) هو لاعب فروسية استعراضية ‏ أمريكي، ولد في 28 ديسمبر 1980 في شيكاغو في الولايات المتحدة.

## وصلات خارجية
- كينت فارينغتون على موقع الاتحاد الدولي للفروسية (الإنجليزية)
- كينت فارينغتون على موقع FEI (رابط بديل) (الإنجليزية)
- كينت فارينغتون على موقع أوليمبيديا (الإنجليزية)